# Lipők Sándor
Lipők Sándor Zoltán (Kemecse, 1969. január 12. –) magyar köztisztviselő, országgyűlési képviselő, polgármester.

## Életpályája

### Iskolái
Középiskolai tanulmányait Budapesten végezte; 1987-ben a Landler Jenő Gép és Híradástechnikai Szakközépiskolában érettségizett. 1991-ben a SZÁMALK Számítástechnikai Oktató Központban is végzettségett szerzett. 2002-ben elvégezte a Modern Üzleti Tudományok Főiskolája euromenedzser szakát. 2006-ban a GPM Német Projektmenedzsment Társaságnál projektmenedzsment-szakértő végzettséget is kapott. 2008-ban a Károly Róbert Főiskola Gazdálkodási Szakán abszolutóriumot szerzett.

### Pályafutása
1989–1993 között számítástechnikai műszerészként dolgozott. 1993–1995 között egyéni vállalkozó volt. 2002–2003 között a kemecsei Általános Iskolát 8 tanteremmel bővítette.

### Politikai pályafutása
1998-tól önkormányzati képviselő. 2000 óta Kemecse polgármestere. 2002-ben országgyűlési képviselőjelölt volt. 2005-ben Kemecse városi rangot kapott. 2006–2010 között, valamint 2014-től a Szabolcs-Szatmár-Bereg Megyei Közgyűlés tagja. 2007-től a Fidesz Szabolcs-Szatmár-Bereg megyei alelnöke. 2010–2014 között országgyűlési képviselő volt (Baktalórántháza). 2010-től a Kisvárosi Önkormányzatok Országos Érdekszövetségének alelnöke, majd 2014-től elnöke. 2010–2014 között az Európai ügyek bizottságának tagja volt.

## Magánélete
Szülei: Lipők Sándor és Sóvári Gizella.

## Díjai, kitüntetései
- Kemecséért kitüntetés (2005)
- Kitüntetés a viharkár elhárításában nyújtott kiemelkedő tevékenységéért (2009)